# Chernyshinella
Chernyshinella es un género de foraminífero bentónico de la subfamilia Chernyshinellinae, de la familia Tournayellidae, de la superfamilia Tournayelloidea, del suborden Fusulinina y del orden Fusulinida. Su especie tipo es Endothyra glomiformis. Su rango cronoestratigráfico abarca el Fameniense superior (Devónico superior).

## Discusión
Algunas clasificaciones más recientes incluyen Chernyshinella en la familia Chernyshinellidae, y en el suborden Tournayellina, del orden Tournayellida, de la subclase Fusulinana y de la clase Fusulinata.

## Clasificación
Chernyshinella incluye a las siguientes especies:
- Chernyshinella crassitheca †
  - Chernyshinella crassitheca distincta †
- Chernyshinella curta †
- Chernyshinella eotumulosa †
- Chernyshinella gelida †
  - Chernyshinella gelida magna †
  - Chernyshinella gelida moderata †
  - Chernyshinella gelida plicata †
  - Chernyshinella gelida praegelida †
  - Chernyshinella gelida primitiva †
  - Chernyshinella gelida timanensis †
- Chernyshinella glomiformis †
  - Chernyshinella glomiformis subplanospiralis †
- Chernyshinella lipinae †
- Chernyshinella paraglomiformis †
- Chernyshinella paucicamerata †
- Chernyshinella simplicata †
- Chernyshinella subplanispiralis †
  - Chernyshinella subplanispiralis delicata †
- Chernyshinella tumulosa †
  - Chernyshinella tumulosa var. multicamerata †
- Chernyshinella tundrica †
- Chernyshinella vica †

Otra especie considerada en Chernyshinella es:
- Chernyshinella gutta †, de posición genérica incierta

En Chernyshinella se han considerado los siguientes subgéneros:
- Chernyshinella (Endochernyshinella), también considerado como género Endochernyshinella
- Chernyshinella (Eochernyshinella), también considerado como género Eochernyshinella
- Chernyshinella (Nodochernyshinella), aceptado como género Nodochernyshinella
- Chernyshinella (Prochernyshinella), también considerado como género Prochernyshinella
- Chernyshinella (Rectochernyshinella), aceptado como género Rectochernyshinella
- Chernyshinella (Birectochernyshinella), también considerado como género Birectochernyshinella y aceptado como Rectochernyshinella